# Соб'ятин
Соб'я́тин (пол. Sobiecin) — село у Польщі, у гміні Ярослав Ярославського повіту Підкарпатського воєводства. Знаходиться на відстані 6 км на схід від Ярослава у Надсянні. Населення — 441 особа (2011).
У 1975—1998 роках село належало до Перемишльського воєводства.

## Історія
Відповідно до «Географічного словника Королівства Польського» на 1890 р. село належало до Ярославського повіту, знаходилося в родючій місцевості, при дорозі з Ярослава на Ляшки. В селі не було власної церковної парафії. Греко-католики належали до парафії в селі Сурохові Ярославського деканату Перемишльської єпархії, а римо-католики — до парафії у Ярославі. В селі було 85 будинків і 464 мешканці (17 римо-католиків, 434 греко-католики і 9 юдеїв)..
Після окупації поляками Галичини село входило до Ярославського повіту Львівського воєводства Польщі, а після укрупнення ґмін 1 серпня 1934 року включене до ґміни Муніна. На 01.01.1939 в селі проживало 740 мешканців, з них 710 українців-грекокатоликів і 30 українців-римокатоликів. Після анексії СРСР Західної України в 1939 році село включене до Ляшківського району Львівської області. Соб'ятин опинився в радянській прикордонній смузі й усі мешканці були примусово переселені у 1940 році у Бродівський повіт, через рік повернулись у зруйноване село.
16 серпня 1945 року Москва підписала й опублікувала офіційно договір з Польщею про встановлення лінії Керзона українсько-польським кордоном. Українці не могли протистояти антиукраїнському терору після Другої світової війни. Частину добровільно-примусово виселили в СРСР (280 осіб — 65 родин опинилися в населених пунктах Тернопільської і Станіславської області). Решта українців попала в 1947 році під етнічну чистку під час проведення Операції «Вісла» і була депортована на понімецькі землі у західній та північній частині польської держави, що до 1945 належали Німеччині.

## Відомі люди
- Борис Михайло — районовий провідник ОУН Ярославщини, тереновий провідник ЗЧ ОУН в Австралії.

## Демографія
Демографічна структура станом на 31 березня 2011 року:
|          | Загалом | Допрацездатний вік | Працездатний вік | Постпрацездатний вік |
| -------- | ------- | ------------------ | ---------------- | -------------------- |
| Чоловіки | 218     | 39                 | 165              | 14                   |
| Жінки    | 223     | 43                 | 137              | 43                   |
| Разом    | 441     | 82                 | 302              | 57                   |